# The Fall – Tod in Belfast
The Fall – Tod in Belfast (Originaltitel: The Fall) ist eine britische Fernsehserie, die von Allan Cubitt entwickelt und von 2013 bis 2016 für den Sender BBC Two produziert wurde. Die Hauptrollen spielen Gillian Anderson und Jamie Dornan.

## Handlung
Detective Superintendent Stella Gibson wird von London in Nordirlands Hauptstadt Belfast entsandt, um die Ermittlungsarbeit in einem seit mehr als 28 Tagen offenen Mordfall zu begutachten. Schon beim ersten Aktenstudium vermutet die erfahrene Kriminalistin, dass es sich um eine Mordserie handeln könnte. Als kurz nach ihrer Ankunft ein zweiter Mord mit ähnlichem Tatprofil geschieht, schaltet sie sich aktiv in die Ermittlungen ein und übernimmt die Leitung einer großen Mordkommission.
Der Zuschauer kennt den Täter von Anfang an. Der Familientherapeut Paul Spector führt scheinbar ein harmonisches Familienleben mit seiner Frau Sally-Ann und seinen Kindern Liam und Olivia, verübt aber nachts und von ihnen unbemerkt brutale Morde an einander ähnelnden Frauen. Am Ende der dritten Staffel begeht er Suizid. 

## Besetzung und Synchronisation
Die deutsche Synchronisation entstand nach einem Dialogbuch und unter der Dialogregie von Solveig Duda durch das Synchronunternehmen  Bavaria Film Synchron GmbH in München.
| Rollenname           | Schauspieler       | Hauptrolle           | Nebenrolle           | dt. Synchronisation  |
| -------------------- | ------------------ | -------------------- | -------------------- | -------------------- |
| Stella Gibson        | Gillian Anderson   | 1.01–3.06            |                      | Elisabeth Günther    |
| Paul Spector         | Jamie Dornan       | 1.01–3.06            |                      | Thomas Darchinger    |
| Jim Burns            | John Lynch         | 1.01–3.06            |                      | Martin Umbach        |
| Sally-Ann Spector    | Bronagh Waugh      | 1.01–3.06            |                      | Kathrin Gaube        |
| Danille Ferrington   | Niamh McGrady      | 1.01–2.02, 2.04–3.06 |                      | Anke Kortemeier      |
| James Olson          | Ben Peel           | 1.01–1.04            | 2.02                 | Johannes Raspe       |
| Rob Breedlove        | Michael McElhatton | 1.01–1.04            |                      | Hans-Georg Panczak   |
| Garrett Brink        | Frank McCusker     | 1.01–1.03, 1.05      |                      | Claus Brockmeyer     |
| Sarah Kay            | Laura Donnelly     | 1.01–1.02, 1.04      |                      | Angela Wiederhut     |
| Morgan Monroe        | Ian McElhinney     | 1.02–1.05            | 2.01                 | Jürgen Jung          |
| Dr. Tanja Reed-Smith | Archie Panjabi     | 1.02–2.05            |                      | Elisabeth von Koch   |
| Matt Eastwood        | Stuart Graham      | 1.03–1.05, 2.02–3.06 |                      | Philipp Moog         |
| Gail McNally         | Bronágh Taggart    | 2.01–3.06            |                      |                      |
| Glen Martin          | Emmett J. Scanlan  | 2.01–2.05            | 1.01–1.02, 1.04–1.05 |                      |
| Katie Benedetto      | Aisling Franciosi  | 2.01–3.06            | 1.01–1.02, 1.04–1.05 | Maresa Sedlmeir      |
| Annie Brawley        | Karen Hassan       | 2.01–2.02, 2.04      | 1.01, 1.03–1.05      | Gabrielle Pietermann |
| Ned Callan           | Nick Lee           | 2.01, 2.06           | 1.01–1.03, 1.05      | Alexander Brem       |
| Rose Stagg           | Valene Kane        | 2.01–2.03, 2.05–3.06 | 1.04                 |                      |
| Tom Stagg            | Jonjo O’Neill      | 2.01–2.04, 2.06–3.06 |                      |                      |
| James Tyler          | Brian Milligan     | 2.04–3.06            | 1.01, 1.03–1.04      | Stefan Günther       |
| Liz Tyler            | Séainín Brennan    | 2.04, 2.06–3.06      | 1.01, 1.03–1.04      |                      |
| Pater Jensen         | Sean McGinley      | 2.05                 |                      | Reinhard Glemnitz    |
| Tom Anderson         | Colin Morgan       | 2.04–3.06            |                      | Manuel Straube       |
| Dr. August Larson    | Krister Henriksson | 3.03–3.06            |                      | Bodo Wolf            |

## Produktion
Im Februar 2012 wurde bekannt, dass BBC Two eine Serie mit dem Titel The Fall in Form von fünf Episoden bestellt hat. Die Dreharbeiten zur ersten Staffel fanden zwischen März und Juni 2012 in Belfast statt. Nach Ausstrahlung von nur zwei Episoden entschied man sich Ende Mai 2013 für eine sechsteilige zweite Staffel. Trotz rückläufiger Zuschauerzahlen während der zweiten Staffel fiel im März 2015 die Entscheidung für eine dritte Staffel.
Ab der dritten Staffel wurde die Serie von Streaming-Anbieter Netflix koproduziert. Netflix bietet auch alle drei Staffeln zum Streaming an. 2021 äußerte Gillian Anderson, die ab der zweiten Staffel auch Produzentin von The Fall war, dass es Pläne gäbe, die Serie für eine vierte Staffel zurückkehren zu lassen:
In Actors on Actors, einer vom US-Branchenmagazin Variety veranstalteten Videodiskussion mit The Handmaid’s Tale – Der Report der Magd-Star Elisabeth Moss sprach Gillian Anderson darüber, welche Rollen sie gerne noch einmal spielen würde:

“I think probably The Fall, and that's something we are in discussions about. Even when we ended those three seasons, we talked about the fact that one day - maybe in the same way that Prime Suspect came back. There were huge breaks between their seasons. Our writer-creator-director Allan Cubitt has been ready to dip back in and revisit it and her.”

„Ich denke, [das wäre] wahrscheinlich The Fall, und das ist etwas, worüber wir Gespräche führen. Selbst als wir diese drei Staffeln beendeten, sprachen wir darüber, dass wir eines Tages – vielleicht auf dieselbe Weise wie Heißer Verdacht (Prime Suspect)  zurückkehren könnten. Es gab große Pausen zwischen den einzelnen Staffeln. Unser Autor, Schöpfer und Regisseur Allan Cubitt ist bereit, wieder einzutauchen und die Serie und sie [Stella Gibson] wieder aufzugreifen.“

## Ausstrahlung
Vereinigtes Königreich
Die Serie startete am 13. Mai 2013 auf BBC Two und wurde von 4,49 Millionen Zuschauern verfolgt, was einem Marktanteil von 15,4 % entspricht. Damit war die Serie der erfolgreichste Neustart für den Sender seit fünf Jahren.  Die erste Staffel endete am 10. Juni 2013. Die zweite Staffel wurde vom 9. November bis 17. Dezember 2014, und die dritte Staffel vom 29. September 2016 bis zum 28. Oktober 2016 ausgestrahlt.
Deutschland
Die deutschen Vertriebsrechte liegen bei ZDF Enterprises. Die ersten beiden Staffeln wurden ab 15. November 2015 im ZDF ausgestrahlt.
Das ZDF hat die Folgen in 6 mal 90-Minuten umgeschnitten und gekürzt. Folge 1 enthält Elemente aus Folgen 1.1–1.2, Folge 2 Elemente aus Folgen 1.2–1.4, Folge 3 Elemente aus Folgen 1.4-1.5. Folge 4 enthält die Folgen 2.1 und 2.2, Folge 5 die Folgen 2.3 und 2.4, Folge 6 die Folgen 2.5 und 2.6.
Bereits vor Ausstrahlung im Fernsehen wurden die Folgen am 1. November 2015 in der ZDFmediathek zum Abruf bereitgestellt.

## Kritik
Benedikt Frank schreibt in der Süddeutschen Zeitung, dass er einen ausgezeichneten „Thriller mit interessanten Charakteren“  gesehen habe. Dass die Kameraperspektive immer wieder zurück zum Täter wandere und nah dran bleibe, bilde den Kern der Spannung. Es bleibe aber nicht nur beim Katz- und Maus-Spiel, sondern gehe auch um Korruption und Versagen in der Polizei.
Silke Janovsky lobt auf Zeit Online die beiden „brillant agierenden“ und auf große Gesten verzichtenden Hauptdarsteller, insbesondere Gillian Anderson, die eine „supercoole und blitzgescheite Ermittlerin“ spiele. Anderson sei in der Serie „auf dem Höhepunkt ihrer Wirkkraft“.
Anne Haeming schreibt im Spiegel, die Geschichte funktionierte auch deswegen so hervorragend, weil sie zwei Perspektiven ineinander flechte. Ganze drei Staffeln für die die Lösung eines einzigen Falles anzusetzen, grenze fast „an eine Neudefinition des Genres ‚TV-Krimi‘.“
Brigitte Theißl kritisiert im Standard die „ästhetisierten Gewaltdarstellungen“ und die „ausschweifende Charakterstudie des Schönlings und Serienmörders Paul Spector.“ Die Figur der Kommissarin dagegen suche in der TV-Landschaft ihresgleichen, und auch das Interesse der Serie für die Opfergeschichten mache sie „sehenswert“.
Heike Hupertz schreibt in der FAZ, die Serie sei zwar an den Psychogrammen von Polizistin, Täter und Opfer interessiert. Verstörend sei aber, „dass man über den Täter, seine abscheulich inszenierten Taten und seinen harmonischen Alltag am meisten erfährt, einiges über die Opfer und am wenigsten über die Ermittlerin, die Gillian Anderson atemberaubend kühl gibt.“ Die komplexe Serie schicke den Zuschauer auf eine Gefühlsachterbahn. „Irgendwann wendet sich Paul Spector, der seine Taten filmt und Trophäen sammelt, direkt in die Kamera und provoziert den Betrachter als Voyeur“, schreibt Hupertz. „Man darf sich ertappt fühlen. Und guckt weiter, trotz schleichenden Unbehagens.“

## Auszeichnungen und Nominierungen (Auswahl)
British Academy Television Award
- 2014
  - Nominierung: Jamie Dornan als Best Leading Actor
  - Nominierung: Best Mini-Series

Bafta TV Craft Award
- 2015
  - Nominierung: Steve Singleton für Editing: Fiction
- 2014
  - Auszeichnung: Steve Singleton für Editing: Fiction

British Screenwriters' Awards
- 2015
  - Auszeichnung: Allan Cubitt – Best British Crime Writing

Broadcasting Press Guild Awards
- 2014
  - Auszeichnung: Breakthrough Award – Jamie Dornan
  - Nominierung: Best Actress – Gillian Anderson
  - Nominierung: Writer's Award – Allan Cubitt

Edgar Allan Poe Awards
- 2014
  - Auszeichnung: Best Television Episode Teleplay – Allan Cubitt / Netflix für die Episode "Dark Descent"

Irish Film and Television Awards 
- 2015
  - Auszeichnung: Aisling Franciosi als Best Actress in a Supporting Role – Drama
  - Nominierung: Jamie Dornan als Best Actor in a Lead Role – Drama
- 2014
  - Auszeichnung: Jamie Dornan als Best Actor in a Lead Role – Drama
  - Auszeichnung: David Holmes für Best Original Score (Film/TV Drama)
  - Nominierung: Tom McCullagh für Best Production Design (Film/TV Drama)
  - Nominierung: Pamela Smyth für Best Makeup & Hair (Film/TV Drama)

Festival de Télévision de Monte-Carlo
- 2015
  - Nominierung: Best European Drama TV Series
  - Nominierung: Gillian Anderson als Outstanding Actress in a Drama TV Series

Satellite Awards
- 2015
  - Nominierung: Gillian Anderson als Best Actress in a Series, Drama
  - Nominierung: Best Television Series, Drama

Webby Awards
- 2017
  - Auszeichnung: Gillian Anderson als Best Actress

## Trivia
- Alle englischen Episodennamen sind Zeilen aus John Miltons epischem Gedicht Paradise Lost entlehnt.
- Viele Figuren sind nach Gitarren oder anderen Dingen benannt, die mit dieser Welt zu tun haben, z. B. Hersteller (z. B. Spector, Burns, Stagg). Smith (benannt nach Paul Reed Smith bzw. PRS-Gitarren). Benedetto (nach einem Hersteller von Jazzgitarren). Stella Gibson ist eigentlich ein doppelter Gitarrenname, da Stella der Name einer amerikanischen Gitarrenmarke war, die zur Oscar Schmidt Company gehörte. Neben den gitarrenbezogenen Figurennamen wurde als Operationsname Musicman gewählt – das Branding für Ernie-Ball-Gitarren.
- Serienschöpfer Cubitt hat Katies Lieder geschrieben und Gitarre gespielt, während sie singt.
- Gillian Anderson und John Lynch spielten auch in Bleak House ein Ex-Liebespaar, das seine Affäre vor Beginn der Handlung beendete, obwohl sie keine gemeinsame Leinwandzeit haben.